# Sibaté
Sibaté és un municipi i ciutat de Colòmbia en la província de Soacha, al departament de Cundinamarca. Està localitzat en la sabana de Bogotá amb el centre urbà a una altitud de 2.700 metres i a una distància de 27 quilòmetres de la capital Bogotà. Forma part de l'àrea metropolitana de la capital. Sibaté limita amb Soacha pel nord, Pasca i Fusagasugá pel sud, Soacha per l'est; i Silvania i Granada per l'oest.
Sibaté significa en Muisca «Filtració del llac», segons Miguel Triana. En els temps abans de la conquesta espanyola, l'àrea de Sibaté va ser habitada pels Muisques. La sabana de Bogotá va ser governada pel zipa ubicat a Bacatá. La Sibaté moderna va ser fundada el 24 de novembre de 1967.